# Enicmus testaceus
Enicmus testaceus là một loài bọ cánh cứng trong họ Latridiidae. Loài này được Stephens miêu tả khoa học năm 1830.